# Yvonne Baumann
Yvonne Baumann (* 1959 in Zürich) ist eine Schweizer Diplomatin, seit 2004 Botschafterin für die Schweiz und seit 1991 im diplomatischen Dienst für die Schweiz.

## Leben

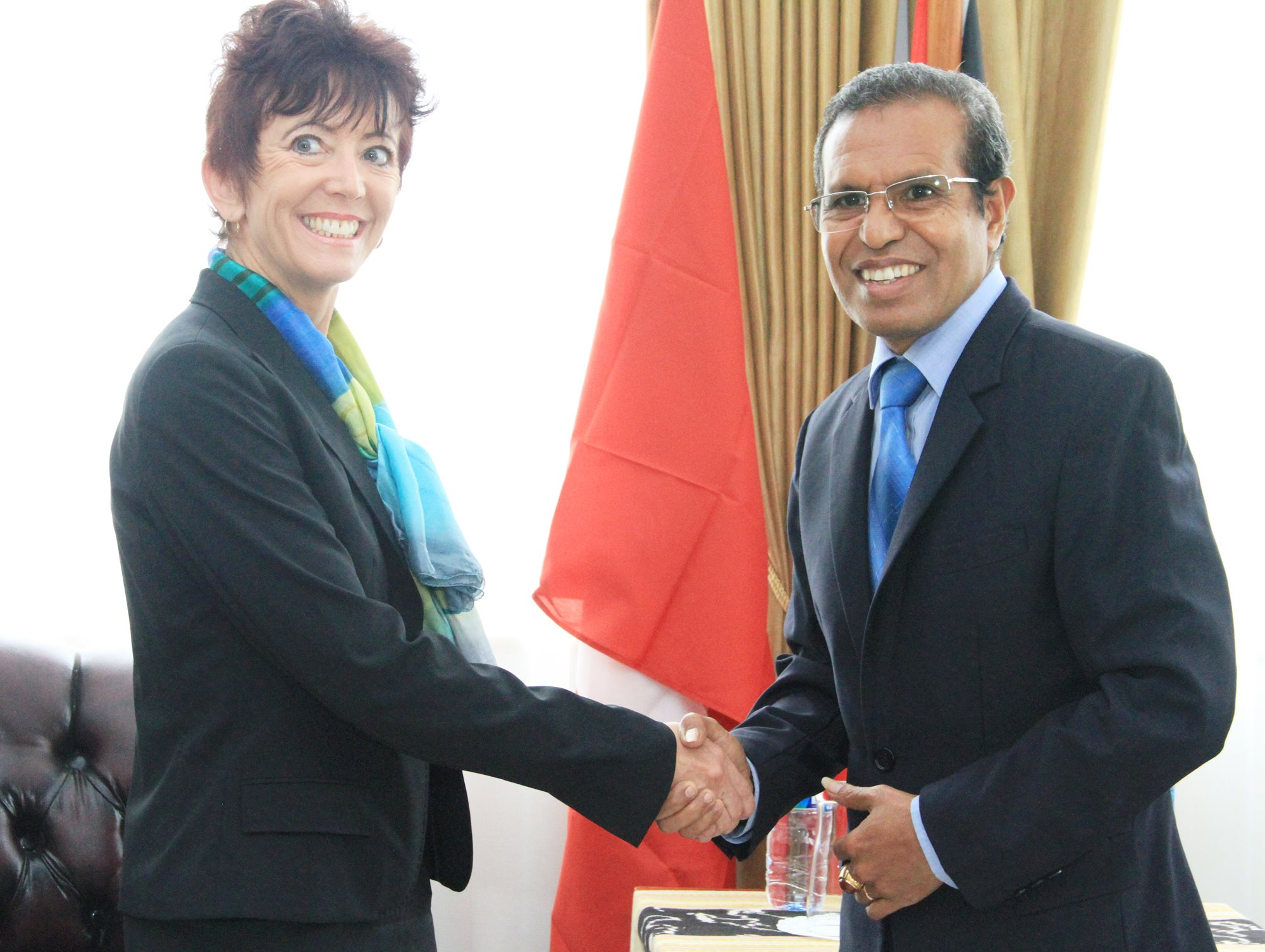
Yvonne Baumann mit Osttimors Präsidenten Taur Matan Ruak (2015)

Yvonne Baumanns Heimatort ist Uetikon am See im Kanton Zürich. Sie hat einen Doktortitel der Philosophie I der Universität Zürich. In ihrer Dissertation befasste sie sich mit der Auslandshilfepolitik der Administration Kennedy.
1991 trat Yvonne Baumann dem Eidgenössischen Departement für auswärtige Angelegenheiten (EDA) bei und war als Stagiaire in Bern und Budapest tätig. Von 1993 bis 1996 war Yvonne Baumann als diplomatische Mitarbeiterin der Direktion für Entwicklung und Zusammenarbeit (DEZA) tätig. Ab 1996 war sie in Venezuela zweite Botschaftssekretärin und wurde dort 1999 zur Botschaftsrätin befördert. 2000 wurde Yvonne Baumann in Bern zur Beraterin des Departementsvorstehers ernannt. Zwischen 2002 und 2004 war sie Botschaftsrätin und erste Mitarbeiterin des Botschafters in Mexiko, bevor sie 2004 zur Botschafterin ernannt wurde.
Danach war Yvonne Baumann Chefin der Politischen Abteilung II (Amerika) der Politischen Direktion, mit dem Titel einer Botschafterin. 2010 wurde sie zur Botschafterin der Schweiz in Chile und 2014 zur Botschafterin in Indonesien ernannt, ebenfalls akkreditiert in Osttimor und bei der ASEAN.
Von 2017 bis 2021 war Yvonne Baumann Schweizer Botschafterin in Kolumbien und führte dort die grösste Schweizer Botschaft in Südamerika.
Von Oktober 2021 bis Oktober 2024 war sie schweizerische Botschafterin in Ägypten.